# Bathycopea daltonae
Bathycopea daltonae is een pissebed uit de familie Ancinidae. De wetenschappelijke naam van de soort is voor het eerst geldig gepubliceerd in 1959 door Menzies & Barnard.